# Nemesia uncinata
Nemesia uncinata is een spinnensoort in de taxonomische indeling van de bruine klapdeurspinnen (Nemesiidae).
Nemesia uncinata werd in 1933 beschreven door Bacelar.